# Westfalengletscher
Der Westfalengletscher ist ein Gletscher an der Oates-Küste des ostantarktischen Viktorialands. In den Anare Mountains fließt er westlich des George-Gletschers und nordwestlich des Mount Kelly in nordwestlicher Richtung zum Lillie-Gletscher, den er kurz vor seiner Einmündung in die Ob’ Bay erreicht.
Wissenschaftler der deutschen Expedition GANOVEX I (1979–1980) benannten ihn. Benannt ist der Gletscher nach der Region Westfalen im Nordwesten Deutschlands.